# Polifol·licle

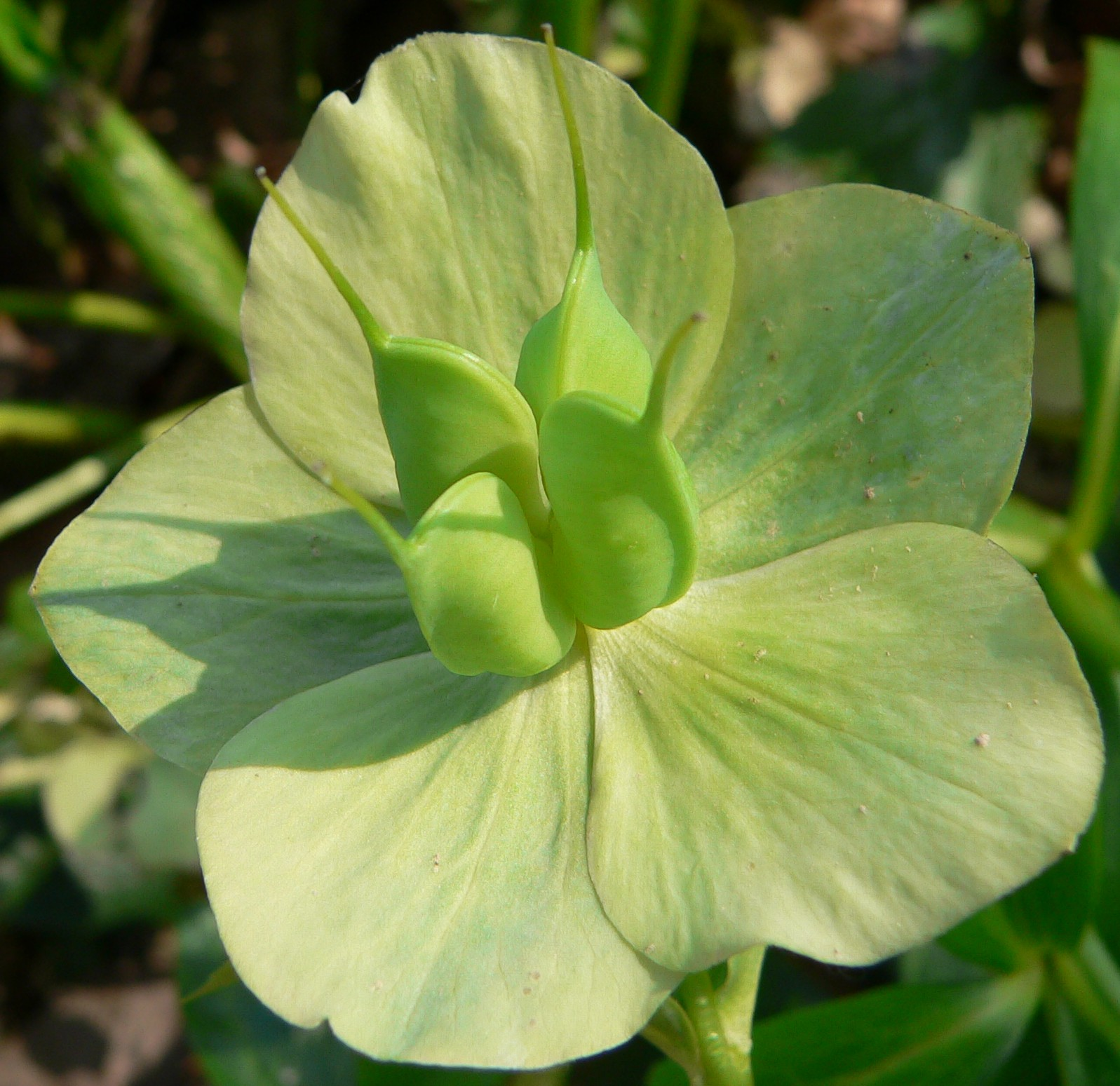
Polifol·licle dHelleborus orientalis (ranunculàcies)

Un polifol·licle és un fruit múltiple o col·lectiu compost per dos o més fruits.
Es tracta d'un fruit pluricarpel·lar on cada carpel es converteix en un fruit en forma de fol·licle de tal manera que s'origina un conjunt de fruits polisperms i secs més o menys reunits per la base.
És un tipus de fruit típic del gènere Helleborus de la família de les ranunculàcies.